# Distrito de Marcas
El Distrito peruano de Marcas es uno de los 8 distritos de la Provincia de Acobamba, ubicada en el Departamento de Huancavelica, bajo la administración del Gobierno regional de Huancavelica, Perú

## Historia
El distrito fue creado mediante Ley del 23 de noviembre de 1925, en el gobierno del Presidente Augusto B. Leguía.

## Geografía
El distrito tiene una superficie de 155,87 km². Su capital es el poblado de Marcas.

## Autoridades

### Municipales
- 2023-2026[1]
  - Alcalde: TEODORO VITOR PEDROZA, trabajando para todos.

Subprefecto: HITMAN RENAN APOLAYA CARRASCO

### Religiosas
- Obispo de Huancavelica: Monseñor Isidro Barrio Barrio (2005 - ).